# Долни Липовик
Долни Липовик (на македонска литературна норма: Долни Липовиќ) е село в югоизточната част на Северна Македония, в община Конче.

## География
Селото е в източната част на общината, по горното течение на Крива Лъкавица на надморска височина от 310 m. От град Радовиш е отдалечено на 16,8 km. Землището му е голямо – 21,4 km2, от които горите са 1,511 ha, обработваемото землище 524,7 ha, a пасищата 72,6 ha.

## История
Към края XIX век Долни Липовик е село, числящо се към Радовишка кааза на Османската империя. Според статистиката на Васил Кънчов („Македония. Етнография и статистика“) от 1900 година селото има 180 жители българи християни и 200 турци.
В началото на XX век християнските жители на селото са под върховенството на Българската екзархия. По данни на секретаря на екзархията Димитър Мишев („La Macédoine et sa Population Chrétienne“) през 1905 година в Долно Липовик (Dolno-Lipovik) има 240 българи екзархисти.
При избухването на Балканската война в 1912 година 11 души от Липовик (Горни и Долни) са доброволци в Македоно-одринското опълчение.
След Междусъюзническата война в 1913 година селото попада в Сърбия.
Според Димитър Гаджанов в 1916 година в Долни Липовник живеят 15 турци и 98 българи.
През 1922-1923 година в селото е открита поща, която функционира до 6 април 1941 година.
Църквата „Успение Богородично“ е изградена в 1947 година и осветена на 21 април 1991 година от митрополит Горазд Струмишки. В селото има и параклис „Свети Георги“.
В началото на XXI век в селото работи основно училище „Гоце Делчев“ до V отделение, филиал на ОУ „Гоце Делчев“ – Конче.
| Година    | 1948 | 1953 | 1961 | 1971 | 1981 | 1991 | 1994 | 2002 |
| --------- | ---- | ---- | ---- | ---- | ---- | ---- | ---- | ---- |
| Население | 449  | 502  | 486  | 574  | 515  | 465  | 467  | 423  |

| Националност | Всичко |
| македонци    | 423    |
| албанци      | 0      |
| турци        | 0      |
| цигани       | 0      |
| власи        | 0      |
| сърби        | 0      |
| бошняци      | 0      |
| други        | 0      |

## Личности
Родени в Долни Липовик
- Васил Николов Липовиклията – Юрука, деец на ВМОРО от Горни или Долни Липовик, умрял в затвора преди 1918 г.[8]